# Килтартан
Килтартан (англ. Kiltartan; ирл. Cill Tartan) — деревня в Ирландии, находится в графстве Голуэй (провинция Коннахт).
Деревня упоминается в стихотворении Уильяма Йейтса «An Irish Airman Foresees his Death»  (англ.).